# Johan Reuchlin
Jonkheer Johan Georg Reuchlin (* 6. Dezember 1874 in Rotterdam, Niederlande; † 15. April 1912 im Nordatlantik beim Untergang der Titanic) war ein niederländischer Unternehmer und Geschäftsführer der Holland-America Line. Die Reederei wurde Jahrzehnte von Mitgliedern der Familie Reuchlin geführt.

## Leben
Reuchlin kam in Rotterdam als Sohn von Otto Reuchlin (1824–1924) und dessen Frau Carolina Helena (geb. Schumacher) zur Welt. Sein Vater war ursprünglich Weinhändler, ging später aber in das Reedereigeschäft. Am 8. Februar 1871 gründete Otto Reuchlin mit seinen Geschäftspartnern Antoine Plate und W. van der Hoeven das Unternehmen Plate, Reuchlin & Co., aus dem später die Nederlandsch-Amerikaansche Stoomvaart Maatschappij N.V. (NASM) hervorging, die unter dem Begriff Holland-America Line bekannt wurde. Johan Reuchlin wurde Büroleiter und später selbst Direktor des Unternehmens.
Am 10. Mai 1905 heiratete er Agatha Maria Elink Schuurman (1880–1960), die, wie er auch, einer alten Adelsfamilie entstammte. Mit ihr hatte er drei Kinder: Henri (* 7. Juli 1906), Carolina Helena (* 5. Juli 1908) und Maarten (* 3. Februar 1911). Mit seiner Familie lebte Reuchlin in der Calandstraat 53 in Rotterdam.
Aus beruflichen Gründen reiste Reuchlin viel. So auch am 10. April 1912, als er in Southampton als Passagier an Bord des neuen Liniendampfers Titanic der White Star Line ging, der zu seiner Jungfernfahrt nach New York auslief. Reuchlin war Ehrengast der White Star Line und wollte für die eigene Gesellschaft am Beispiel der Titanic die Olympic-Klasse der White Star Line bewerten, da die Holland-America Line bei der Bauwerft der Olympic-Klasse, Harland & Wolff, ebenfalls ein großes Passagierschiff bestellt hatte. Dies war die Statendam, die sich im Frühjahr 1912 bereits im Bau befand.
Bruce Ismay, der Direktor der White Star Line, teilte dem Generaldirektor der Holland-America Line in New York, Jan V. Wierdsma, am 21. März 1912 schriftlich mit, dass er persönlich dafür sorgen wolle, dass Reuchlin an Bord des Schiffs eine „komfortable Kabine“ erhält. Während der Überfahrt tauschte Reuchlin mit verschiedenen Personen Telegramme aus, unter anderem mit dem Kapitän der Caronia der Cunard Line: „Danke für Ihre Nachricht. Hatten schönes Wetter, keinen Nebel. Bon Voyage. Reuchlin.“ In der Nacht zum 15. April 1912 sank die Titanic nach einer Kollision mit einem Eisberg. Reuchlin kam beim Untergang ums Leben. Seine Leiche wurde, falls sie unter den hinterher geborgenen war, nie identifiziert.
Am 18. April 1912 wollte der Geschäftsführer des New Yorker Büros der Holland-America Line, C. Gips, Reuchlin am Landungssteg der White Star Line im New Yorker Hafen abholen. Er wusste nicht, dass Reuchlin den Untergang nicht überlebt hatte, und wurde erst von Bruce Ismay darüber aufgeklärt. Reuchlins Witwe Agatha erhielt für sich und ihre Kinder von der Holland-America Line eine jährliche Rente in Höhe von 5000 hfl (niederländische Gulden). Sein Sohn Henri wurde später ebenfalls Direktor bei der Holland-America Line. Reuchlins Enkel Johan George Reuchlin ist ein bekannter Schriftsteller und war einer der ersten Interimsmanager der Niederlande und war unter anderem Direktor der großen Rotterdamer Messegesellschaft Ahoy.